# Sangala anasa
Sangala anasa är en fjärilsart som beskrevs av Druce 1907. Sangala anasa ingår i släktet Sangala och familjen mätare. Inga underarter finns listade.